# کپرجودکی
کَپَرجودَکی Kapar Judaki روستایی است در شهرستان بروجرد در استان لرستان. این روستا در دهستان همت اباد در بخش مرکزی این شهرستان قرار دارد.

## جمعیت
بنابر سرشماری مرکز آمار ایران، جمعیت این روستا در سال ۱۳۸۵، برابر با ۳۵۵ نفر بوده‌است که از این میان ۱۷۲ نفر مرد و بقیه زن بوده‌اند. کپرجودکی ۸۹ خانوار جمعیت دارد.